# Marc Ancel
Marc Ancel (n. 14 iulie 1902, Izeste, Aquitaine, Franța – d. 4 septembrie 1990, Paris, Franța) a fost un magistrat și teoretician al dreptului care prin lucrarea sa, Noua apărare socială (La Défense sociale nouvelle, 1954), a propus regândirea totală a sistemului de drept penal, cu scopul recalibrării sale în jurul readaptării sociale a delicventului.
Ancel considera necesară crearea unui sistem destinat neutralizării sau izolării infractorului pentru asigurarea apărării sociale. Susținea, de asemenea, aplicarea unor metode curative sau educative, cu scopul obținerii unei resocializări a acestuia.